# Valnegra
Valnegra är en ort och kommun i provinsen Bergamo i regionen Lombardiet i Italien. Kommunen hade 212 invånare (2018).